# Карлос Ройтеман
Карлос Алберто Ройтеман (на испански: Carlos Alberto Reutemann) е аржентински пилот от Формула 1, по-късно – успешен политик в родната си провинция Санта Фе.
Като пилот Ройтеман редува моменти на брилянтност с такива на посредственост. Печели 12 състезания и 6 пол-позишъна, но често е засенчван от по-добри съотборници, като Ники Лауда например. Пречупва се, когато е поставен под напрежение, така губи и титлата през 1981 г.

## Състезателна кариера
След успешни години в Аржентина, Ройтеман пристига в Европа през 1970 г. и кара за тима за Формула 2 на Брабам. През 1971 г. за малко изпуска титлата, която отива при Рони Петерсон. Все пак показва качества и собственикът на Брабам по това време - Бърни Екълстоун му дава място във формула 1 като съотборник на Греъм Хил.
Още в първото си състезание стартира от пол-позишън - постижение, изравнено само от Марио Андрети и Жак Вилньов. За разлика от тях, той не разполага с най-добрата кола и завършва седми. Печели и 1 състезание, но извън календара на Формула 1. През 1973 г. два пъти се качва на подиума, а през 1974 г. записва първите си 3 победи във Формула 1. След 5 подиума през 1975 г., Брабам решават да заложат на двигатели Алфа Ромео за следващата година.
Това решение е провал и след 12 състезания Ройтеман решава, че е време да премине в друг отбор – този на Скудерия Ферари и да стане съотборник на Ники Лауда. През 1977 г. в първите 2 състезания взема 3-то и 1-во място, но след това Лауда се утвърждава като пилот номер 1 и Карлос остава в сянката му. Лауда напуска след края на сезона, за да отиде в Брабам и така Ройтеман става първи пилот, съотборник му е Жил Вилньов.
Ройтеман взема 3 победи 1978 г., но годината принадлежи на Марио Андрети и Лотус, които стават шампиони. Смъртта на Рони Петерсон открива място в Лотус и Ройтеман не се колебае да кара за тях през 1979 г. Тази стъпка обаче е грешка, тъй като Джоди Шектър печели титлата с Ферари, докато Лотус имат слаб сезон. Ройтеман решава да отиде в Уилямс, където през 1980 г. остава в сянката на Алън Джоунс, който печели титлата.
През 1981 г. Ройтеман не се подчинява на отборните заповеди и не дава на Джоунс да победи в първото състезание в Бразилия. Още две победи му дават възможност да се бори за титлата. Става вицешампион при пилотите, губейки титлата с 1 точка от Нелсон Пикет, въпреки че в последното състезание влиза като лидер и стартира от първа позиция. През 1982 г. изкарва само 2 състезания, след което след спор със сър Франк Уилямс напуска тима.

## Политическа кариера
След приключване на състезателната си кариера се отдава на политика и 2 пъти е депутат и сенатор, радващ се на слава и популярност. Някои считат, че може да стане президент на Аржентина, но той винаги отрича подобни възможности.